# Движение свободных принцев
Движение свободных принцев 
(араб. حركة الأمراء الأحرار‎) — саудовское либеральное политическое движение, действовавшее с 1958 по 1964 год. Члены движения были известны как Молодые недждовцы, Либеральные принцы, Свободные принцы или Свободные эмиры.

## Образование
Движение было основано Талялем ибн Абдул-Азизом Аль Саудом из-за напряжённости между наследным принцем Фейсалом и королём Саудом. Оно сильно идеализировало фигуру президента Египта Гамаля Абдель Насера и его идеологию панарабского национализма. Члены движения призывали к политических реформах и созданию конституции.
Движение свободных принцев получило поддержку от относительно либерального (и в то время относительно небольшого) среднего класса Саудовской Аравии, но, как правило, не имело большой базы поддержки среди более широких слоёв населения. Оно также было поддержано братьями Таляля Наввафом, Фаввазом и Бадром. Другой его брат, принц Абдул-Мусин, на словах поддержал движение и предложил ввести в стране конституционную монархию. Кроме того, среди принцев из боковых ветвей династии Саудитов также было немало сторонников движения. Другим важным союзником реформаторов был министр нефти и минеральных ресурсов Саудовской Аравии Абдулла Тарики.

## Внутренняя королевская оппозиция
Принц Таляль предложил создать Национальный совет в 1958 году. Его группа разработала свою собственную конституцию, предоставлявшую кабинету министров больше власти, отменявшую большую часть власти короля и создававшую частично избранный консультативный комитет. Большинство членов королевской семьи были категорически против идей движения, а король Сауд, как и наследный принц Фейсал, изначально отказались от реформ. Сауд также обвинил участников движения в «крипто-коммунизме».
В мае 1960 года принц Таляль поведал египетской газете Al Gomhuria о постепенной тенденции к созданию «учредительного собрания, первой конституции, верховного суда и высшей плановой комиссии». Далее он отметил: «Проблема в том, как выполнить этот эксперимент».
Однако в декабре 1960 года сторонники Таляля сформировали коалицию с Саудом, чтобы подорвать растущее влияние Фейсала. Сауд переместил Таляля с должности министра транспорта на пост министра финансов, но в свою очередь Движение свободных принцев начало поддерживать многие реформы наследного принца Фейсала.
В конце 1961 года король Сауд начал терять значительную поддержку в королевской семье. По иронии судьбы, он всё больше стал зависеть от нескольких сторонников идей Насера в своём кабинете. Сауд примирился с Фейсалом при условии, что Фейсал полностью удалит членов движения свободных принцев из кабинета министров, которые были сосланы в Ливан. В течение следующих нескольких лет принц Таляль постоянно переезжал из Бейрута в Каир и обратно.
В конце 1962 года они сформировали Арабский фронт национального освобождения (Свободное движение саудитов) в Каире, который обычно называют Движением свободных принцев.